# Brandariz
Brandariz (oficialmente San Miguel de Brandariz) es una parroquia española del municipio de Villa de Cruces, perteneciente a la provincia de Pontevedra, en la comunidad autónoma de Galicia. En 2022, tenía empadronados 195 habitantes.